# Pilditch Stadium
Pilditch Stadium est un stade polyvalent situé dans le complexe du parc des expositions de la ville de Pretoria, dans la partie nord de la province de Gauteng en Afrique du Sud. 
Il est essentiellement utilisé pour l'athlétisme et les matchs de football. Il sert de lieu de résidence pour deux équipes de la Vodacom League (en) : le Supersport United Football Club et le Garankuwa United F.C. (en). 